# ليزا إي. بلوم
ليزا إي. بلوم (بالإنجليزية: Lisa E. Bloom)‏ هي صحفية أمريكية، ولدت في 1958.